# Квемо-Хечили
Квемо-Хечили (груз. ქვემო ხეჩილი) — село в Грузии, в муниципалитете Лагодехи края Кахетия. 

## География
Село расположено в восточной части края, в 22 километрах по прямой к юго-западу от центра муниципалитета Лагодехи. Высота центра — 340 метров над уровнем моря.

## Население
По данным переписи населения 2014 года, в селе проживало 160 человек.
| Год  | Население | Мужчины | Женщины |
| ---- | --------- | ------- | ------- |
| 2002 | 124       | 60      | 64      |
| 2014 | 160       | 77      | 83      |